# Гадынь
Гады́нь (бел. Гадынь) — озеро в Речицком районе Гомельской области Беларуси, образовавшееся на месте древнего русла Днепра.

## Описание
Располагается в 6 км к востоку от города Речица, возле деревни Копань, в затапливаемом во время высоких паводков участке поймы Днепра.
Площадь зеркала составляет 0,48 км². Длина — 3,62 км, наибольшая ширина — 0,18 км, длина береговой линии — 7,35 км.
Озеро имеет старичное происхождение. Склоны котловины высотой до 2 м, поросшие кустарником. Берега преимущественно низкие, заболоченные. Присутствуют два острова.
В озеро впадают мелкие ручьи. В северной части имеется протока в озеро Кривой Гиров. Ещё одна протока ведёт в озеро Буснежье. Из южной части вытекает ручей, впадающий в Днепр.
Через среднюю часть озера перекинут мост железной дороги Гомель — Калинковичи.
В озере обитают щука, лещ, язь, карась, линь, плотва, сом и другие виды рыб. Производится промысловый лов рыбы. Организовано платное любительское рыболовство.
В апреле 2013 года наблюдалась массовая гибель рыбы, вызванная низким содержанием кислорода в воде. Замор был обусловлен затяжной зимой и чрезмерно плотным ледяным покровом.